# 326 (عدد)
326 هو عدد صحيح، يلي العدد 325 وويسبق العدد 327.

## في الرياضيات

### خصائص
- عدد طبيعي.[3]
- عدد زوجي.[4][5]
- عدد موجب،[6] السالب منه هو -326.[7]

## في التاريخ
- 326 هـ هي سنة في التقويم الهجري.
- هي سنة 326 م في التقويم الميلادي.

## وصلات خارجية
الأعداد الصاتمة، ديوان اللغة العربية.